# Basilepta jeanvoinei
Basilepta jeanvoinei es un coleóptero de la familia Chrysomelidae.
Fue descrita científicamente por primera vez en 1928 por Pic.